# Bardwell (Teksas)
Bardwell je grad u američkoj saveznoj državi Teksas. Prema popisu stanovništva iz 2010. u njemu je živjelo 649 stanovnika.